# Рибља кост
Рибља кост је свака кост рибе. Рибља кост такође укључује коштане, осетљиве делове скелета, попут ребара и пераја, али нарочито кости око везивног ткива које леже попречно нагнуте према ребрима између мишићних сегмената и нема додира са кичмом. 
У том смислу, немају све рибе кости попут јегуље и удичарки. 
У кухињи се рибље кости обично уклањају и не једу. Због свог танког, конусног облика могу се заглавити у душнику и проузроковати гушење. 
Рибље кости су коришћене за биоремедиацију олова из контаминиране земље.